# Chenisides
Chenisides là một chi nhện trong họ Linyphiidae.